# デカルトの符号法則
デカルトの符号法則とは、実数係数の一変数多項式の根の数の上限を定める法則である。ルネ・デカルトの方法序説の付録 La Géométrie において最初に用いられ、後にカール・フリードリヒ・ガウスにより精密化された。あくまで上限であり、正確な根の数を与えるものではないことに注意。
なお、デカルトの符号法則は ブダンの定理の特別な場合と見ることができる。

## 概要
一変数多項式を冪乗の降順に並べたときの係数の符号の変化に着目する（係数が 0 のときはその項を無視する）。たとえば
{\displaystyle f(x)=x^{3}+x^{2}-x-1}
において、符号は (++) → (+−) → (−−) と変化する。つまり、符号の変化は1回（(+−) の部分）だけ起こる。
以下、根の個数は重根の重複度を含めて数える。

## デカルトの符号法則
以下、実数係数の一変数多項式 {\displaystyle f(x)} の実数根のうち {\displaystyle x>0} であるものを「正の根」、{\displaystyle x<0} であるものを「負の根」と呼ぶ。
また、{\displaystyle f(x)} の係数の符号が変化する回数を {\displaystyle T_{f(x)}} とする。

### 正の根
正の根の数は {\displaystyle T_{f(x)}} を上限とする。
ガウスが {\displaystyle T_{f(x)}} と実際の根の個数の偶奇が一致することを示したため、より精密な表現として
正の根の数は {\displaystyle T_{f(x)}-2n\ (n=0,\pm 1,\pm 2,...)} のいずれかである。
と言える。
なお、ここで n は {\displaystyle f(x)} を実数の範囲で因数分解したときに二次の冪が残る項の数と等しい。

### 負の根
負の根の数は {\displaystyle T_{f(-x)}-2n\ (n=0,\pm 1,\pm 2,...)} のいずれかである。
{\displaystyle f(x)} でなく {\displaystyle f(-x)} であることに注意。

### 例
- 例1

{\displaystyle f(x)=x^{3}+x^{2}-x-1}
を考える。実際の根は x = 1, −1（二重根）である。
符号の変化は (++) → (+−) → (−−) で1回であるから、正の根は正確に1つである。
負の根の数を調べるため、{\displaystyle f(-x)} を考える。
{\displaystyle f(-x)=-x^{3}+x^{2}+x-1}
符号の変化は (−+) → (++) → (+−) で2回であるから、負の根は2個か0個である。
実際には −1 が重根としてあるから2個となる。
- 例2

{\displaystyle f(x)=x^{3}+x^{2}+x+1}
を考える。実際の実数根は x = −1 である。
符号の変化は (++) → (++) → (++) で0回であるから、正の根は存在しない。
負の根の数を調べるため、{\displaystyle f(-x)} を考える。
{\displaystyle f(-x)=-x^{3}+x^{2}-x+1}
符号の変化は (−+) → (+−) → (−+) で3回であるから、負の根は3個か1個である。
実際には −1 の1つとなる。

## 複素根
代数学の基本定理より、実数係数の n 次一変数多項式 {\displaystyle f(x)} は重複度を含めてちょうど n 個の複素根を有する。一方で0でない実数根の個数は最大で {\displaystyle T_{f(x)}+T_{f(-x)}} 個である。したがって、{\displaystyle f(x)} が 0 を実数根としてもたなければ、非実数根の個数の最小値は {\displaystyle n-(T_{f(x)}+T_{f(-x)})} で与えられる。

### 例
- 例1

{\displaystyle f(x)=x^{4}-1}
を考える。実際の根は x = 1, −1, i, −i である。
符号の変化は (+−) で1回であるから、正の根は正確に1つである。
負の根の数を調べるため、{\displaystyle f(-x)} を考える。
{\displaystyle f(-x)=x^{4}-1}
符号の変化は (+−) で1回であるから、負の根は正確に1つである。
0 が根でないことは明らかだから、非実数根の個数は最小で {\displaystyle 4-(1+1)=2} 個となる。
今の場合、正負の根の数が正確に分かっているため、非実数根の個数も正確に2つであると結論できる。
- 例2

{\displaystyle f(x)=x^{5}+x^{4}+x+1}
を考える。実際の根は {\displaystyle x=-1,{\frac {\pm {\sqrt {2}}\pm {\sqrt {2}}i}{2}}\ (any\ double\ sign)} である。
符号の変化は (++) → (++) → (++) で0回であるから、正の根は0個である。
負の根の数を調べるため、{\displaystyle f(-x)} を考える。
{\displaystyle f(-x)=-x^{5}+x^{4}-x+1}
符号の変化は (−+) → (+−) → (−+) で3回であるから、負の根は3個か1個である。
0 が根でないことは明らかだから、非実数根の個数は最小で {\displaystyle 5-(0+3)=2} 個となる。

## 特別な場合
根の数の可能性が 2 ずつ増減するのは、実数係数の多項式において複素根が存在したとき、その複素根が常にペアとして現れるためである。したがって多項式が複素根を有さないことが予め分かっていれば、正しい根の数が求められる。

## 発展
無限級数や多変数多項式への応用が存在する。